# Первомайский (Брестская область)
Первома́йский (бел. Першамайскі) — посёлок в Барановичском районе Брестской области Беларуси. Входит в состав Новомышского сельсовета. Население — 197 человек (2019).

## География
К юго-востоку от посёлка расположено два пруда площадью 0,0582 и 0,0652 км². К востоку от посёлка находится Тешевлянское болото, а к северо-западу — Шпаковское.

## История
В годы Великой Отечественной войны убиты три человека и разрушено три дома. В материалах переписи 1970 года упоминается как посёлок Первомайский. 
До 26 июня 2013 года входил в состав Тешевлянского сельсовета.

## Инфраструктура
На юго-востоке находится Первомайская птицефабрика.

## Население
| Численность населения (по переписи) | Численность населения (по переписи) | Численность населения (по переписи) |
| 1999                                | 2009                                | 2019                                |
| ----------------------------------- | ----------------------------------- | ----------------------------------- |
| 287                                 | ↘235                                | ↘197                                |

## Достопримечательности
- Братская могила советских воинов и партизан. Возле административного здания птицефабрики «Первомайская». Похоронены 29 воинов и партизан, погибших в июле 1944 года при освобождении района от немецко-фашистских захватчиков. Среди похороненных — Герой Советского Союза Григорий Чекменёв. В 1963 году на могиле установлен памятник — скульптура воина[5].